# 上海木偶剧团
上海木偶剧团是中華人民共和國上海市的一個剧团，觀眾定位為少年儿童，表演道具以杖头木偶為主，布袋木偶、提线木偶、皮影、真人与木偶為輔。上海木偶剧团推出的劇目有《孙悟空三打白骨精》、《哪吒神遇钛星人》、《偶戏奇观》、《春的畅想》、《卖火柴的小女孩》、《大森林里的故事》、《皮影趣事》、《海的女儿》、《八仙过海》、《报童之声》。上海木偶剧团的前身皮影隊成立於1960年6月1日。1962年7月。皮影隊改名為上海木偶剧团。上海木偶剧团的演出地點上海木偶剧团仙乐斯展示厅位於黄浦区南京西路388号5楼，2008年9月12日對外开放，2015年被评为上海市爱国主义教育基地，2019年7月闭馆，2021年1月重新开馆，并更名为上海木偶剧团仙乐斯木偶演展中心。

## 外部連結
- 官方网站